# Guaraciaba
Guaraciaba és un municipi a l'Estat de Santa Catarina, al Brasil. La seva població, segons compte de l'Institut Brasiler de Geografia i Estadística el 2007, era de 10.604 habitants. El topònim Guaraciaba és un terme d'origen tupí que significa "lloc del sol", a través de la junção dels termes kûarasy (sol) i aba (lloc). D'altra banda, l'escriptor José Martiniano de Alencar diu que "guaraciaba" era el nom que els indis donaven als colibrís, significant, literalment, "cabells del sol", a través de la conjunció de kûarasy (sol) i aba (cabell, pel, ploma). A causa de la dictadura militar del Brasil en l'època de la seva emancipació i per tractar-se d'una àrea de frontera, el primer alcalde de la ciutat, Otto Gehlen, va ser nomenat. Els alcaldes següents, tanmateix, van passar a ser elegits.